# Steniodes dominicalis
Steniodes dominicalis là một loài bướm đêm trong họ Crambidae.